# Porome
Le porome (ou kibiri) est une langue papoue parlée en Papouasie-Nouvelle-Guinée, dans la province du Golfe.

## Classification
Malcolm Ross considère que le porome est directement apparenté aux langues kiwaianes et qu'il fait partie des langues possiblement rattachées à la famille hypothétique des langues de Trans-Nouvelle-Guinée. Pour Hammarström ces propositions ne reposent que sur de faibles ressemblances dans les pronoms personnels et le porome doit continuer à être vu comme un isolat linguistique,.

## Sources
- (en) Malcolm Ross, 2005, Pronouns as a preliminary diagnostic for grouping Papuan languages, dans Andrew Pawley, Robert Attenborough, Robin Hide, Jack Golson (éditeurs) Papuan pasts: cultural, linguistic and biological histories of Papuan-speaking peoples, Canberra, Pacific Linguistics. pp. 15–66.
- (en) Harald Hammarström, 2010, The status of the least documented language families in the world, Language Documentation and Conservation, Vol. 4, pp. 177-212.